# كلير باريس
كلير بياتريكس باريس-ليموزي ، والتي تُعرف أيضًا بإسم كلير باريس، هي عالمة بحرية معروفة بأبحاثها التي تجريها على يرقات الأسماك وتتبع الجسيمات في المحيط. كما أنها تحمل الرقم القياسي الوطني للولايات المتحدة في الغوص الحر .

## التعليم والمهنة
نشأت باريس في كاركاسون، فرنسا وقد أظهرت اهتماماً مبكراً بالغوص وركوب الأمواج والإبحار. وقد حصلت على درجة الماجستير في الكيمياء الحيوية من جامعة بوردو. كما حصلت على درجة الدكتوراه في عام 2001 من جامعة ولاية نيويورك في ستوني بروك حيث اجرت تجاربها على سمكة الدامسل. وفي عام 2008 انتقلت إلى جامعة ميامي حيث تمت ترقيتها إلى أستاذة جامعية في عام 2017.
منذ عام 2021 حتى عام 2022، حيث ترأست باريس قسم تاريخ الحياة المبكرة للجمعية الأمريكية لمصائد الأسماك.

## بحث
تشتهر باريس بأبحاثها حول هجرة اليرقات والعلاقات بين مجموعات الأسماك اليرقاتية. حيث تتبعت حركة أسماك اليرقات في التيارات حول الشعاب المرجانية، وحددت كيف تتمكن يرقات أسماك الشعاب المرجانية من الاحتفاظ بموقعها على الشعاب المرجانية، وحددت كمية صادرات أسماك اليرقات من المحميات البحرية. وقد حددت أبحاثها تأثيرات الصوت على يرقات الأسماك، خلال ذلك اكتشفت أن يرقات الأسماك تصدر أصواتًا وتنجذب إلى المركب الكيميائي ثنائي ميثيل الكبريتيد. وتستخدم في بحثها أدوات لاغرانج لمراقبة اليرقات في الماء.
كما طورت نظام نمذجة تتبع الجسيمات في المحيط. كما أنها تستفيد من غوصها الحر لإجراء التجارب دون إزعاج الأسماك ووضع الأدوات في عمق الماء. وفي المنشآت الفنية. في أعقاب تسرب النفط في ديب ووتر هورايزون ، طورت باريس نموذجًا ,تتنبأ فيه بأن النفط سوف يشكل عمودًا ويتحرك باتجاه الجنوب الغربي إلى الموقع الذي يخرج منه من قاع البحر. كما قامت أيضًا بفحص الهباء الجوي العضوي المتجه نحو الانسكاب النفطي وتعرض يرقات الأسماك للنفط.